# Richard Naawu
Richard Naawu (ur. 5 lutego 1971) – ghański piłkarz grający na pozycji napastnika. W swojej karierze rozegrał 4 mecze i strzelił 1 gola w reprezentacji Ghany.

## Kariera klubowa
Swoją karierę piłkarską Naawu rozpoczął w klubie Hearts of Oak, w którym w sezonie 1988/1989 zadebiutował w ghańskiej pierwszej lidze. Grał w nim przez rok. W 1989 roku przeszedł do niemieckiej trzecioligowej Viktorii Köln. Po roku gry w tym klubie odszedł do drugoligowego SV Waldhof Mannheim. Swój debiut w nim zaliczył 2 marca 1991 w zwycięskim 4:3 domowym meczu z TSV Havelse. W zespole Waldhofu występował przez trzy sezony.
Latem 1993 Naawu przeszedł do innego drugoligowca, Wuppertaler SV. Zadebiutował w nim 31 lipca 1993 w przegranym 0:1 domowym spotkaniu z SV Meppen. Na koniec sezonu 1993/1994 spadł z Wuppertalerem do trzeciej ligi.
Latem 1994 Naawu został zawodnikiem austriackiego klubu Vorwärts Steyr. Swój debiut w nim zanotował 3 sierpnia 1994 w zrmeisowanym 1:1 domowym meczu ze Sturmem Graz. W Vorwärts grał przez dwa sezony.
| Sezon   | Klub             | Kraj    | Rozgrywki      | Mecze | Bramki |
| ------- | ---------------- | ------- | -------------- | ----- | ------ |
| 1988/89 | Hearts of Oak    | Ghana   | Premier League | ?     | ?      |
| 1989/90 | Viktoria Köln    | RFN     | Oberliga       | ?     | ?      |
| 1990/91 | Waldhof Mannheim | Niemcy  | 2. Bundesliga  | 11    | 3      |
| 1991/92 | Waldhof Mannheim | Niemcy  | 2. Bundesliga  | 19    | 3      |
| 1992/93 | Waldhof Mannheim | Niemcy  | 2. Bundesliga  | 11    | 2      |
| 1993/94 | Wuppertaler SV   | Niemcy  | 2. Bundesliga  | 16    | 1      |
| 1994/95 | Vorwärts Steyr   | Austria | Bundesliga     | 17    | 4      |
| 1995/96 | Vorwärts Steyr   | Austria | Bundesliga     | 14    | 0      |

## Kariera reprezentacyjna
W reprezentacji Ghany Naawu zadebiutował 13 stycznia 1991 w wygranym 4:0 meczu kwalifikacji do Pucharu Narodów Afryki 1992 z Beninem, rozegranym w Akrze i w debiucie strzelił gola. W 1992 roku został powołany do kadry na Puchar Narodów Afryki 1992. Zagrał w nim w finale z Wybrzeżem Kości Słoniowej (0:0, k.10:11). Z Ghaną wywalczył wicemistrzostwo Afryki. Od 1991 do 1992 wystąpił w kadrze narodowej 4 razy i strzelił 1 gola.